# 冲程
冲程，也稱之為行程，在内燃机的语境下有以下几种相关的含义：
- 发动机循环中的一个阶段（例如进气冲程、吸气冲程）。
- 活塞发动机所使用的循环类型（例如二冲程发动机、四冲程发动机）。
- 发动机的活塞從一個極限位置到另一個極限位置的距離，亦作冲程长度。

## 進氣衝程
进气冲程，或吸气冲程是活塞由上止点向下止点运动的同时进气门打开，空气被活塞吸入气缸的过程。

## 衝程長度
衝程的長度對引擎的活塞速度有直接的關係，衝程變大後活塞速度也會隨之增加，機械損耗也就越大，這將直接限制了引擎的最高轉速。
活塞運動均速公式為：衝程× 2 ×轉速。一般引擎的活塞均速不會超過20m/s，無論引擎排氣量大小或者運作轉速範圍。活塞速度越快對於引擎壽命也越不利。
增加引擎的行程被認為是改造引擎時提升排氣量的一種好方法，但活塞速度應一併被考量。